# Aérodrome de Bahia Drake
Pour les articles homonymes, voir DRK.
L'aérodrome de Bahía Drake (code IATA : DRK • code OACI : MRDK) est un aéroport du Costa Rica qui dessert Bahía Drake, un endroit avec une longue tradition en tant que destination touristique du canton d'Osa, dans la province de Puntarenas. L'aéroport est aussi communément appelé Drake Bay Airport.
L'aéroport est exploité par la Direction Générale de l'Aviation Civile (DGAC) du Costa Rica.
En 2014, il a reçu 13 438 passagers.

## Situation
| \| 50 km1:1 721 000 \| Bahia Drake Barra del Colorado Coto 47 Golfito Nosara Palmar Sur Puerto Jiménez Punta Islita Quépos San Isidro de El General Tamarindo Tambor Tortuguero Libéria San José T. Bolaños Limón San José-J.-Santamaría |
| 50 km1:1 721 000 |

## Service Régulier
| Compagnies     | Destinations                           |
| -------------- | -------------------------------------- |
| Nature Air     | Puerto Jiménez, San José-T. Bolaños    |
| Sansa Airlines | Puerto Jiménez, San José-J. Santamaría |

## Statistiques passagers
Ces données montrent que le nombre de mouvements de passagers dans l'aéroport, selon la Direction Générale de l'Aviation Civile du Costa Rica'Annuaires Statistiques.